# 春日井まつり

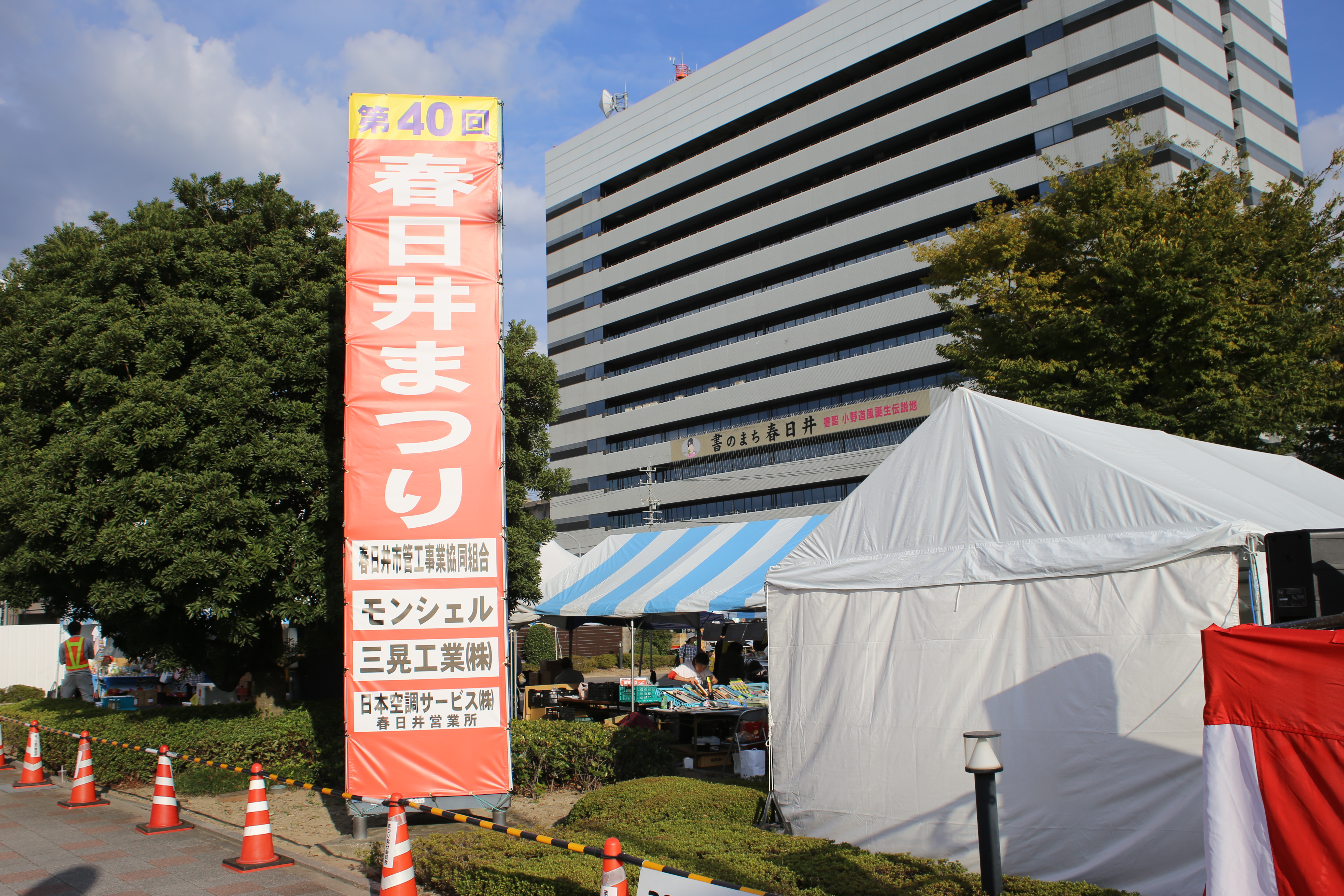
第40回春日井まつり（2016年10月）

春日井まつり（かすがいまつり）は、愛知県春日井市中部にある春日井市役所周辺で毎年10月に行われる祭。第1回の開催は1977年（昭和52年）。複数の会場が設けられ、様々な催しやパレードなどが行われる。

## 概要
1977年（昭和52年）から毎年開催され、企画・運営から春日井市民が携わる市民参加型の祭りイベント。
毎年20万人以上の人手で賑わい、春日井市の秋の風物詩といわれる。

## 主なイベント
パレードやスタンプラリー、ダンスや音楽演奏が複数のステージで行われる。また全国の名産品が集まる物産展も開催される。
春日井市マスコットキャラクターの道風くんとサボテンキャラクターによるマスコットパレードやマーチングバンド・ブラスバンドのパレード、鳴子踊りやハロウィン仮装パレード等様々なパレードが一日を通して行われる。特に有名なパレードは道風平安朝行列。
春日井生誕といわれている平安時代の書家小野道風を奉り、平安時代の衣装を着てパレードコースを歩く。書の三跡 (小野道風・藤原行成・藤原佐理) や平安時代の歌人小野小町に扮した姿も見ることができる。

### 道風平安朝行列

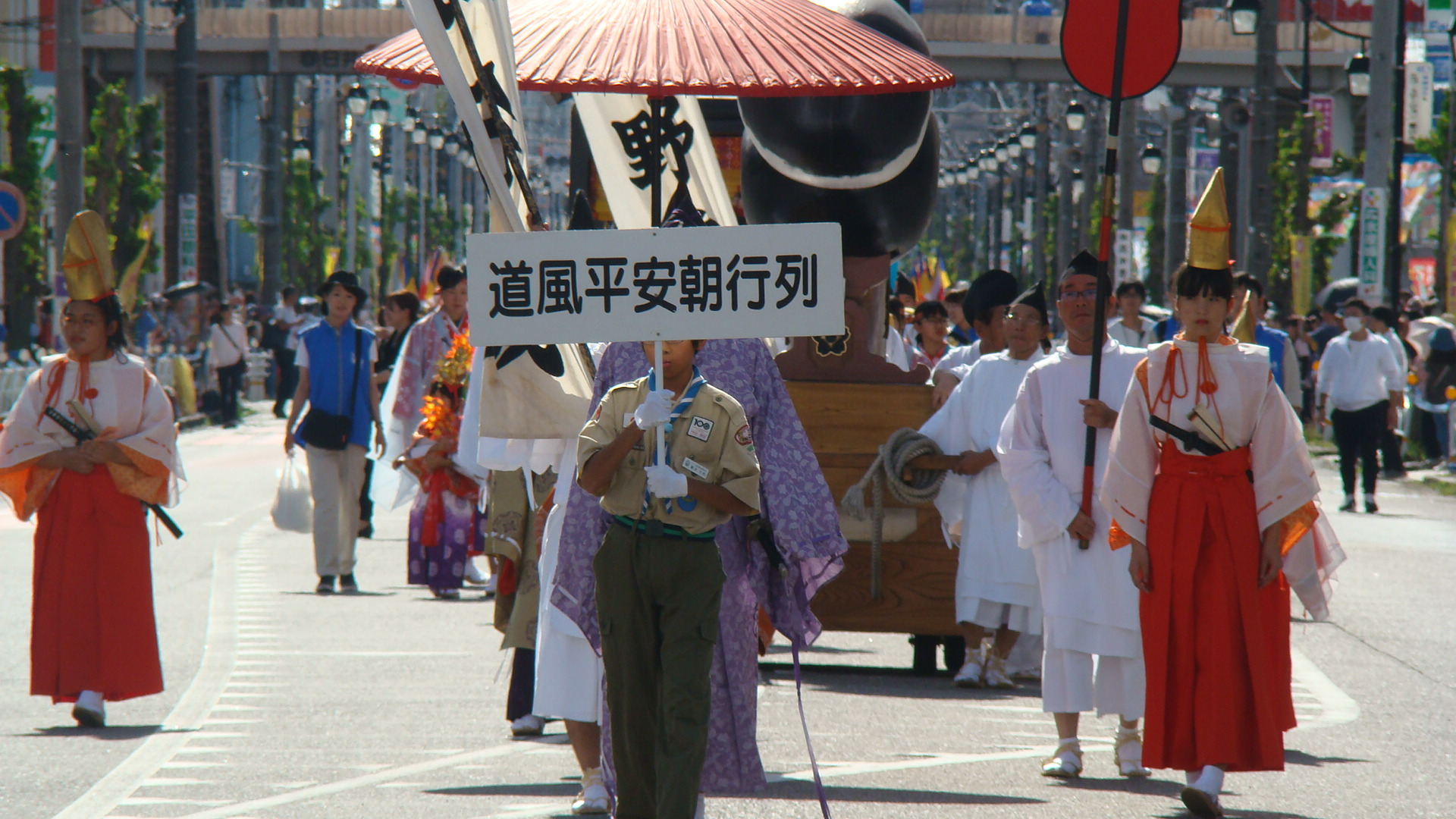
道風平安朝行列

パレードのひとつである道風平安朝行列は春日井市出身とされている小野道風が生きた平安初期から中期の平安装束を着用して練り歩く行列。行列では道風の他に、書の三跡として数えられる藤原行成、藤原佐理、道風の従姉妹とされる小野小町に扮した人たちが参列する。小野道風、藤原行成、藤原佐理、小野小町に扮する4人は春日井市在住の一般市民から応募によって選ばれる。
また、書の三跡他4人の偉人以外にも狩衣を着用した男性や、着物に身を包んだ女性、稚児行列が行列に参加している。行列の参加者からランダムに沿道沿いで観覧している人に「一筆啓上」の札が配られる。参加者は県道508号の少年女性センター「レディヤンかすがい」から市役所前交差点まで約1キロメートルを歩く。

### Kasugai ザ 道風
春日井まつり期間中に行われる「書のまち春日井」をPRするために筆を使った大会。
第33回春日井まつり（2009年）から始まり毎年行われている。大きな紙に歌や踊り、演劇を組み合わせ、パフォーマンスをしながら揮毫をする。筆は着ぐるみやアクセサリーとしての使用できるなど、表現の自由度の高い大会。春日井市の以外の団体や高校なども出場する。
第34回春日井まつり（2010年）のから音楽合わせて揮毫する「書道部門」が新たに設けられた。「書道部門」は音楽に合わせて縦4メートル、横6メートルの紙に揮毫する。既存のパフォーマンスや歌、踊りで表現するものは「芸能部門」とされた。
入選作品はウェブサイトで閲覧可能。

## ギャラリー

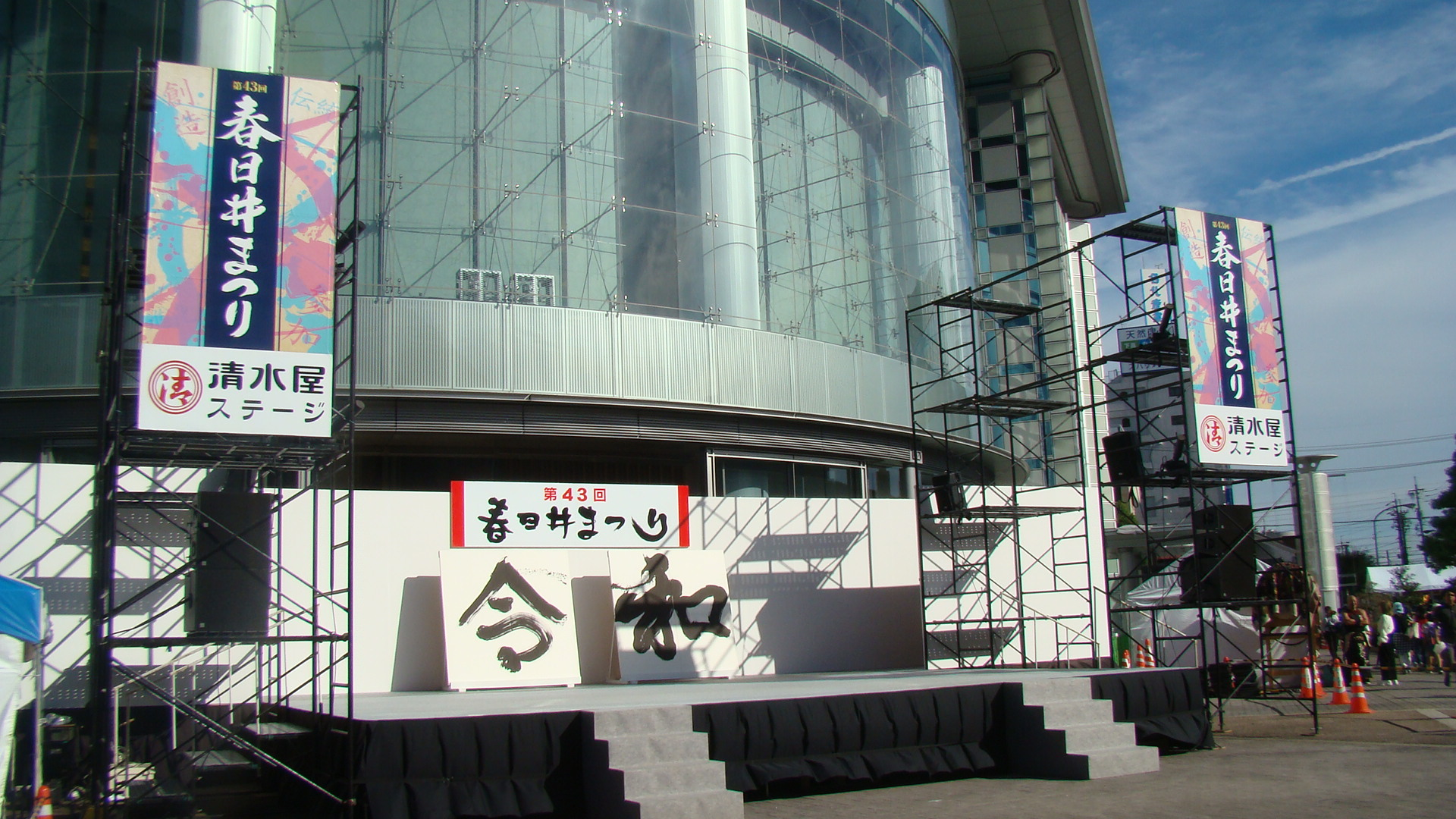
メインステージ
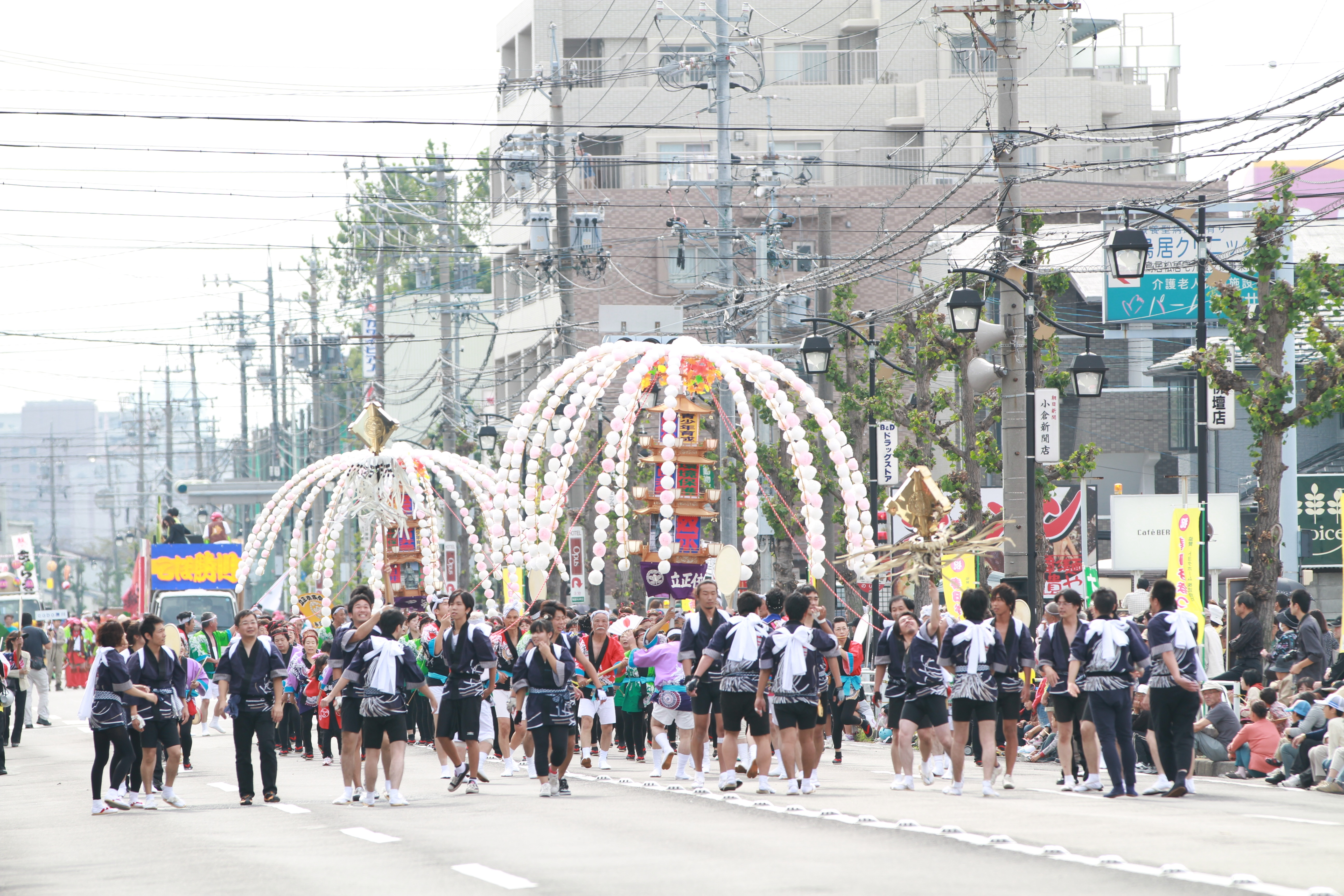
パレード
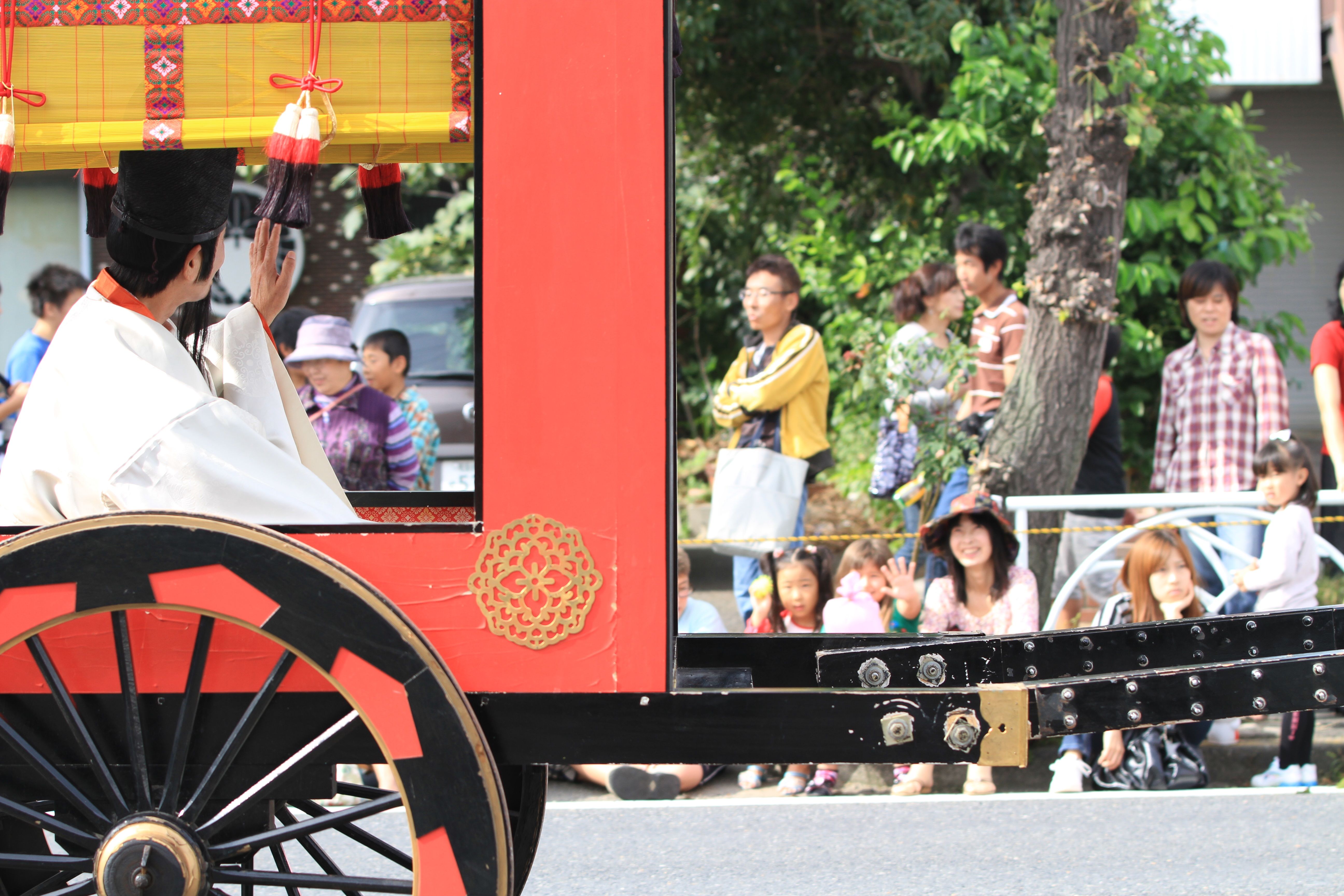
道風平安朝行列の小野道風役
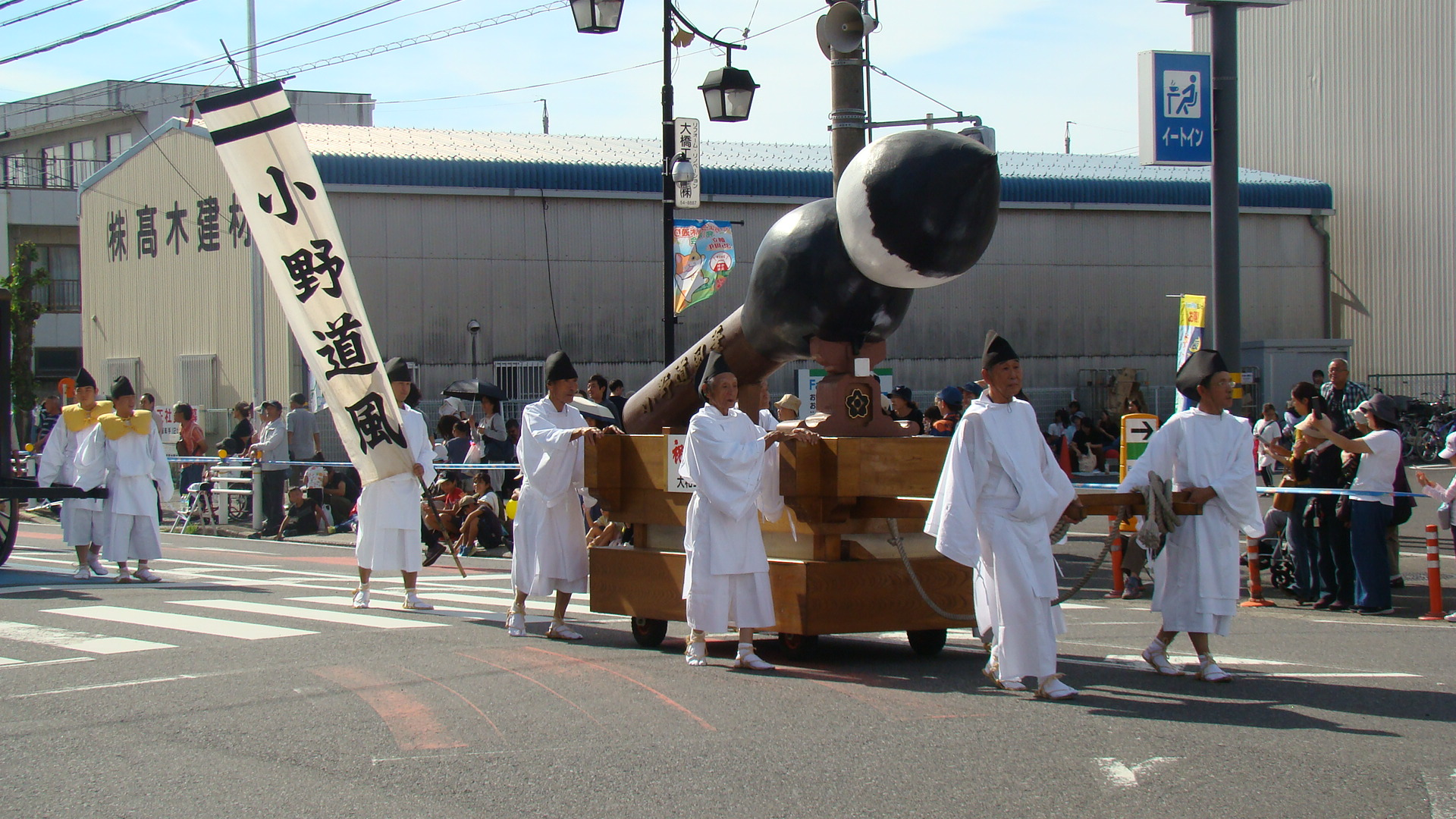
筆を模したモニュメント

## アクセス
- JR春日井駅下車、徒歩15分
- 名鉄バス「鳥居松」または「春日井市役所前」下車、徒歩1分
- かすがいシティバス「市役所」下車すぐ。なお当日はかすがいシティバスはすべて無料となる。
- 開催日には無料シャトルバスが運行（JR勝川駅・JR神領駅・JR高蔵寺駅、名鉄小牧線味美駅から乗車可能）。停留所はおおむね上記かすがいシティバスの一部停留所となる。

## 参考サイト
- 春日井まつり　2019年10月8日閲覧
- 春日井まつり（春日井市）2019年10月8日閲覧
- Kasugai ザ 道風2019年12月5日閲覧